# Сватбен лиценз
Сватбен лиценз (на английски: Lisence to Wed) е комедия, в който участват звезди като Робин Уилямс, Манди Мур и Джон Кразински. Филмът е режисиран от Кен Куопис и излиза на 3 юли, 2007 г.

## Тема
Внимание:  Текстът по-долу разкрива сюжета на произведението (или части от него)!
В Сватбен лиценз се разказва за сгодената влюбена двойка – Бен Мърфи (Кразински) и годеницата му Сейди Джоунс (Мор). Сейди винаги е мечтала да се омъжи по старата традиция в семейната църква. Но възниква проблем – в дадената църква Свети Августин има само едно свободно място за церемония през следващите две години. Още една пречка по пътя на двамата влюбени става и харизматичният свещеник Франк (Уилямс), който отказва да благослови брака на Бен и Сейди докато те не преминат през неговия курс за младоженци. Преодолявайки множеството изпитания, задачи за домашно, както и малко набожна манипулация, Бен и Сейди трябва да разберат дали на истина са готови да прекрачат олтара и да заживеят щастливо. В края на филма те осъзнават, че не могат да живеят един без друг и Франк ги жени в прословутата църква. 